# Nonuya
I Nonuya (o Nanuya) sono un gruppo etnico indigeno della Colombia, con una popolazione stimata di circa 199 persone. Questo gruppo etnico è per la maggior parte di fede animista.
Sono localizzati nella zona amazzonica di Puerto Santander.